# Virginia Mayo
Virginia Mayo (właśc. Virginia Clara Jones; ur. 30 listopada 1920 w Saint Louis, zm. 17 stycznia 2005 w Los Angeles) – amerykańska aktorka filmowa, teatralna i telewizyjna oraz tancerka.
Rozpoczęła karierę jako chórzystka. Jednak szybko zwróciła na siebie uwagę reżyserów i w 1944 wystąpiła w jednej z głównych ról, razem z Bobem Hope, w filmie Księżniczka i pirat. Później nakręciła 5 filmów z Dannym Kayem. Początkiem wielkiej kariery było podpisanie kontraktu z wytwórnią Warner Bros., gdzie stała się jedną z jej największych gwiazd. Do jej najbardziej znanych filmów należą dzieła nakręcone przez reżysera Raoula Walsha: Terytorium Colorado (1949) z Joelem McCrea, Biały żar (1949) z Jamesem Cagneyem oraz Kapitan Hornblower (1951) z Gregorym Peckiem. Wystąpiła w licznych musicalach, westernach i filmach przygodowych. W 1965 wystąpiła w serialu Prawo Burke’a. Zmarła w swoim domu na przedmieściach Los Angeles. Przyczyną zgonu było zapalenie płuc i niewydolność serca.
W 1996 została wprowadzona do St. Louis Walk of Fame.